# 奥井章仁
奥井 章仁（おくい あきと、2001年9月17日 - ）は、ジャパンラグビーリーグワントヨタヴェルブリッツに所属するラグビーユニオン選手。

## 略歴
小学1年生から枚方ラグビースクール（大阪府）でラグビーを始めた。
2019年、U20日本代表としてワールドラグビーU20トロフィー4試合すべてに出場し、優勝した。
2020年、大阪桐蔭高校卒業後、帝京大学に入る。なお大阪桐蔭高校時代、高校日本代表に選ばれたことがある。
2023年、帝京大学ラグビー部の副将に就任。帝京大学は3連覇を果たす。
2024年、アーリーエントリーでトヨタヴェルブリッツに加入。同年、ニュージーランドのクラブチーム、インバーカーギル・ブルーズ（Invercargill Blues Rugby Football Club）に派遣留学した。
2025年1月19日、ジャパンラグビーリーグワン2024-25シーズン第5節の埼玉パナソニックワイルドナイツ戦で、先発ナンバー8として社会人公式戦デビューを果たした。